# John Van Lear Findlay
John Van Lear Findlay (ur. 21 grudnia 1839 w Maryland, zm. 19 kwietnia 1907 w Baltimore, Maryland) – amerykański polityk, działacz Partii Demokratycznej. W latach 1883–1887 był przedstawicielem czwartego okręgu wyborczego w stanie Maryland w Izbie Reprezentantów Stanów Zjednoczonych.